# Heinrich Setz

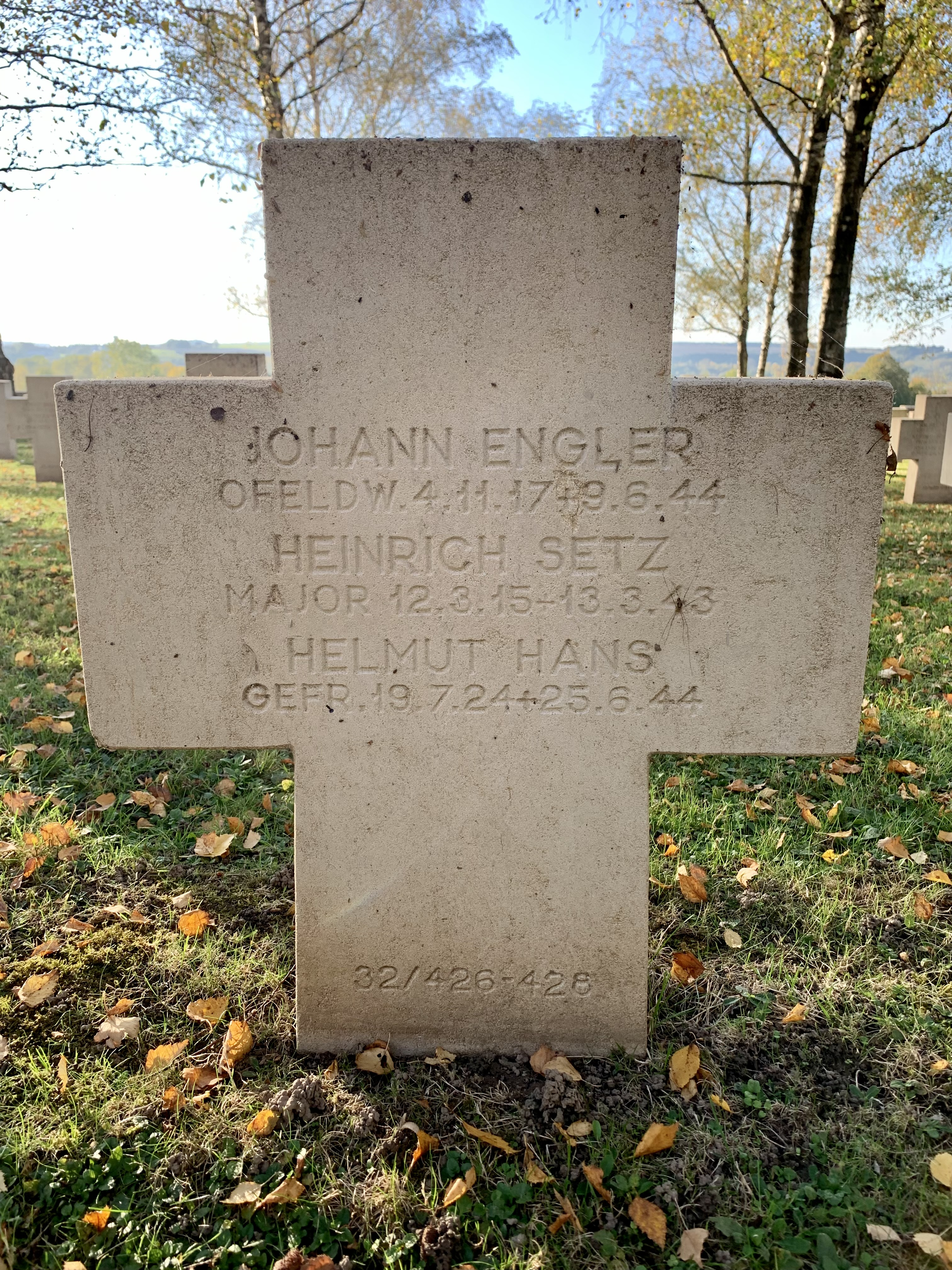
tumulo de Heinrich Setz

Heinrich Setz (12 de Março de 1915 - 13 de Março de 1943) foi um piloto alemão da Luftwaffe durante a Segunda Guerra Mundial. Voou 274 missões de combate, nas quais abateu 138 aeronaves inimigas, o que fez dele um ás da aviação. A maior parte das suas vitórias foram alcançadas na Frente Oriental, enquanto apenas 6 foram na Frente Ocidental. Faleceu durante um combate aéreo, quando a sua aeronave colidiu com um Supermarine Spitfire.